# Тепловая энергия
Теплова́я эне́ргия — термин, используемый в теплоэнергетике при раздельном рассмотрении производства энергии и её использования, и означающий энергию, передаваемую от производителя потребителю посредством теплоносителя (воды, водяного пара, жидкого металла и др.) за счёт охлаждения последнего. Согласно Федеральному закону РФ № 190-ФЗ О теплоснабжении «тепловая энергия — энергетический ресурс, при потреблении которого изменяются термодинамические параметры теплоносителей (температура, давление)».
В молекулярной физике под тепловой энергией понимают обычно энергию теплового движения частиц среды, то есть часть внутренней энергии системы.
В термодинамике под тепловой энергией разные авторы могут подразумевать:
- теплоту (количество теплоты)[46][38][39][47][48][49][41][42];
- связанную энергию Гельмгольца[K 2][53][54];
- внутреннюю энергию системы[55][56][57][58][59][60][61] (В. И. Коновалов в своём фундаментальном учебнике[62] использует термины «тепловая внутренняя энергия», «внутренняя тепловая энергия», «тепловая энергия» и «внутренняя энергия» как синонимы).

Современному термодинамическому термину «внутренняя энергия» не удалось полностью вытеснить из научно-технической и учебной литературы теплотехнической направленности термин «тепловая энергия», повсеместно используемый на обыденном уровне, в том числе и в официальных документах органов государственного и местного управления.
С количественной стороны тепловая энергия в теплоэнергетике есть теплота (количество теплоты), передаваемая теплоносителем потребителю. Таким образом, тепловая энергия не является специфическим видом энергии: по классификации термодинамических величин тепловая энергия относится не к термодинамическими переменными состояния, а к функционалам процесса теплообмена.

## О терминах «теплота», «количество теплоты» и «тепловая энергия»
Многие понятия термодинамики возникли в связи с устаревшей теорией теплорода , которая сошла со сцены после выяснения молекулярно-кинетических основ термодинамики. С тех пор эти понятия и соответствующие им термины используются и в научном, и в повседневном языке. Слово «тепло-» входит в такие устоявшиеся научные понятия, как поток тепла, теплоёмкость, теплота фазового перехода, теплота химической реакции, теплопроводность и пр. Этими терминами можно пользоваться при условии, что им дано точное определение, не связанное с представлениями теории теплорода. По мере развития науки термины «количество энергии» и «количество работы» в соответствии с нормами современного русского языка стали заменять на «энергию» и «работу», а вот термин «количество теплоты», не вполне соответствующий языковым нормам, до сих пор применяют в термодинамике как синоним физической величины «теплота», дабы подчеркнуть, что речь не идёт о теплоте как способе передачи энергии.
До настоящего времени в научно-технической и учебной литературе — в первую очередь по теплотехнике — используют оставшиеся в наследство от теории теплорода понятие «тепловая энергия» и соответствующий ему термин, иногда относимый к техническому жаргону. Некоторые авторы выступают — по разным причинам — против использования «тепловой энергии» в понятийном аппарате науки.
Важнейшая претензия к термину «тепловая энергия» — его неоднозначность. Встречающееся в литературе утверждение о том, что понятие «тепловой энергии» и обозначающий его термин не имеют никакого точного физического смысла излишне категорично. Дело в том, что это понятие конвенциональное (условное, договорное), то есть обозначает единообразно трактуемое суждение, содержание которого представляет собой результат соглашения между людьми, использующими термин «тепловая энергия». Единственное обязательное требование к понятию, обозначаемому конвенциональным термином, — внутренняя непротиворечивость. Никакой конвенциональный термин, по определению, не может быть неверным: с формальной точки зрения конвенциональный термин остаётся правильным при любом вложенном в него содержании, даже самом абсурдном. Вкладываемое в термин содержание может быть либо общепринятым, либо малораспространённым, современным или устаревшим, общенаучным либо специфичным для определённой области применения, но оно не может быть неверным. К сожалению, общепринятая трактовка термина «тепловая энергия» по состоянию на 2020 год отсутствует.

## Комментарии
1. ↑  Айзенцон А. Е., Физика, 2023}.[2][3][4][5][6][7][8][9][10][11][12][13][14][15][16][17][18][19][20][21][22][23][24][25][26][27][28][29][30][31][32][33][34].
2. ↑  Термодинамический потенциал, равный произведению абсолютной термодинамической температуры {\displaystyle T} системы на её энтропию {\displaystyle S}[50][51][52].
3. ↑  Функционалы процесса (параметры процесса, функции процесса) представляют собой характеристики совершаемого системой термодинамического процесса и зависят от его пути, то есть способа перехода системы из состояния в начале процесса в конечное состояние. Термин «функция» подчёркивает, что вычисление параметра процесса требует знания его математической модели, например, уравнения адиабаты газа. Функционалы процесса (например, теплота и работа) «не существуют» до процесса, после процесса и вне процесса[63].
4. ↑  В том числе и потому, что обращение к обсуждаемому термину в учебной литературе разрушает в сознании учащихся формируемую термодинамикой структуру понятий, исподволь направляя её в сторону концепции теплорода[67].